# Земля и свобода
«Земля и свобода» (англ. Land and Freedom) — художественный фильм британского режиссёра Кена Лоуча, вышедший на экраны в 1995 году.

## Сюжет
В фильме описываются события Испанской гражданской войны 1936—1939 годов. Английский коммунист Дэйв Карр едет в Испанию бороться с франкистами. Его принимают в интернациональное по своему составу воинское подразделение Рабочей партии марксистского единства (ПОУМ) и отправляют на фронт. Через некоторое время Карр получает ранение и попадает в Барселону. В мае 1937 года испанские сталинисты спровоцировали баррикадные бои в городе. Рабочие стреляют друг в друга. Начинаются репрессии против анархистов и независимых марксистов.

## В ролях
- Ян Харт — Дэйв Карр
- Росана Пастор — Бланка
- Исиар Больяин — Майте
- Том Гилрой — Лоуренс
- Марк Мартинес — Хуан Видаль
- Оин МакКарти — Коннор
- Сюзэнн Мэддок — Ким, внучка Дэйва
- Анджела Кларк — Китти

## Награды и номинации
- 1995 — два приза Каннского кинофестиваля: приз Международной федерации кинопрессы и приз экуменического жюри (оба — Кен Лоуч).
- 1995 — премия Европейской киноакадемии за лучший фильм (Ребекка О’Брайен).
- 1996 — премия «Сезар» за лучший фильм на иностранном языке (Кен Лоуч).
- 1996 — премия «Гойя» лучшей актрисе-дебютантке (Росана Пастор).
- 1996 — премия Sant Jordi за лучший фильм (Кен Лоуч).
- 1996 — номинация на премию BAFTA за лучший британский фильм (Ребекка О’Брайен, Кен Лоуч).
- 1996 — номинация на премию «Серебряная лента» Итальянского национального синдиката киножурналистов за лучшую режиссуру зарубежного фильма (Кен Лоуч).